# Mr. Credo
Олександр Валерійович Махонін (псевдоніми — Mr. Credo, Чародій; нар. 22 листопада 1972, Україна) — російський музикант, співак, поет, композитор, продюсер. На концертах зазвичай з'являється в аравійській гутрі і чорних окулярах. Артист принципово уникає спілкування з журналістами і надмірно частої появи на публіці, тому відомо про нього вкрай мало. 1988 року був в складі свого гурту «Аспект», а 1995 в складі свого другого гурту «Кредо» спільно зі своїм партнером Сергієм Морозом під псевдонімом Dr. Zorin, де в гурті є відома пісня «Дівчинка танцює» того же року.
Відомо тільки те, що народився Олександр в Україні, пізніше, разом з батьками переїхав до Єкатеринбурга, де і пройшла юність майбутнього артиста. З дитинства вболіває за донецький футбольний клуб «Шахтар».

### Громадянська позиція
У 1996 році брав участь у агітаційній кампанії «Голосуй или проиграешь» на підтримку кандидата у президенти Росії Бориса Єльцина.
У 2012 році співак випустив пісню на підтримку російського президента Володимира Путіна.
В 2015 році виконавець записав пісні «После Майдана» та «Крым — Родная гавань», в яких висловлено підтримку діям Російської Федерації на Донбасі та в Криму та засуджуються події Революції Гідності.

## Дискографія

### Альбоми
- 2008 — «Шоколад»
- 2004 — «Стаи белых лебедей»
- 2004 — «Нувориш»
- 2002 — «Чудная долина» (перевиданий в 2006 році з хітом «К. Л. Ё. Н.»)
- 1998 — «Золотое время»
- 1997 — «Fantasy»
- 1996 — «Hsh Bola» (сингл)
- 1995 — «Гармония» (група «Кредо»)
- 1993 — другий магніто альбом, DAT -кассета с записом была вкрадена зі студії «Бритва») м. Єкатеринбург.
- 1988 — рок-группа «Аспект» м. Єкатеринбург — перший магнітоальбом в стилі хард-рок, запис збережений.

### Кліпи
- 2002 — Чудная долина
- 1998 — Мама Азия
- 1998 — Воздушный шар
- 1998 — Коза Ностра
- 1997 — HSH-Bola
- 1995 — Девочка ночь
- 1995 — Девочка танцует